# 渤海使
渤海使（日语：／ Bokkaishi），指渤海國派往日本的使節。據記載自728年至919年之間共派遣34次使節（之後922年的遣使狀況不明，不被計入，929年辽朝屬國東丹國派遣一次）。

## 概述
698年高王大祚榮建立渤海國，第二代武王大武藝時，渤海與唐和新羅發生外交上的對立，為牽制兩國，開始向日本派遣使節。初期往來有較強的軍事同盟意義，日本方面也認為渤海仰慕天皇的德化而來朝見，故隆重接待使節。
第三代文王大欽茂時改善與唐朝的關係，日本與渤海間往來的軍事意義逐漸淡化，改為以文化交流和商業活動為主。此外由於兩者往來採取朝貢貿易的形式，對於渤海的貢品，日本方面須給予數倍的回賜。渤海得到較大利益，但日本的財政因此受到影響。故接待使節及回賜的費用達到較大規模後，日本制定了十二年一次使節來朝等限制。二者往來一直持續到渤海滅亡為止。
隨著唐朝與渤海國關係改善，日本、渤海國也成為彼此與唐朝往來，以及引入唐朝文化、技術的中介。例如遣唐使判官平群廣成遇難後經渤海國回日本，又渤海國自日本引入唐朝制定的宣明曆，渤海國曾向唐朝進貢日本舞女。

## 路線與貿易
渤海遣日使自今日俄罗斯滨海边疆区的鹽州城出發，在日本山陰、北陸、東北太平洋岸的港口上陸，尋山陰道、北陸道至京都 (平安京)，住於平安京鴻臚館。日本自渤海國輸入獸皮、人參、蜜，渤海國自日本輸入紡織品、金、水銀、金漆 (五加科植物果實榨取的接著劑)、海石榴油 (髮油，也可用於保存皮革、金屬)、水晶珍珠、檳榔樹扇 (琉球群岛進獻土産物)。

## 渤海遣日使一覽表
| 次數 | 年份  | 年号（中）   | 年号（日）        | 年号（渤）     | 正使名  | 中国皇帝 | 日本天皇 | 渤海王 | 出典   |
| ---- | ----- | ------------ | ----------------- | -------------- | ------- | -------- | -------- | ------ | ------ |
| 1    | 727年 | 开元十五年   | 神龜四年          | 仁安八年       | 高仁義  | 唐玄宗   | 聖武     | 大武藝 | 續紀   |
| 2    | 739年 | 开元二十七年 | 天平十一年        | 大興二年       | 胥要德  | 唐玄宗   | 聖武     | 大欽茂 | 續紀   |
| 3    | 752年 | 天宝十一载   | 天平勝寶四年      | 大興十五年     | 慕施蒙  | 唐玄宗   | 孝謙     | 大欽茂 | 續紀   |
| 4    | 758年 | 乾元元年     | 天平寶字二年      | 大興二十一年   | 揚承慶  | 唐肃宗   | 孝謙     | 大欽茂 | 續紀   |
| 5    | 759年 | 乾元二年     | 天平寶字三年      | 大興二十二年   | 高南申  | 唐肃宗   | 淳仁     | 大欽茂 | 續紀   |
| 6    | 762年 | 寶應元年     | 天平寶字六年      | 大興二十五年   | 王新福  | 唐代宗   | 淳仁     | 大欽茂 | 續紀   |
| 7    | 771年 | 大曆六年     | 寶龜二年          | 大興三十四年   | 壹萬福  | 唐代宗   | 光仁     | 大欽茂 | 續紀   |
| 8    | 773年 | 大曆八年     | 寶龜四年          | 大興三十六年   | 烏須弗  | 唐代宗   | 光仁     | 大欽茂 | 續紀   |
| 9    | 776年 | 大曆十一年   | 寶龜七年          | 大興三十九年   | 史都蒙  | 唐代宗   | 光仁     | 大欽茂 | 續紀   |
| 10   | 779年 | 大曆十四年   | 寶龜十年          | 大興四十二年   | 張仙寿  | 唐代宗   | 光仁     | 大欽茂 | 續紀   |
| 11   | 779年 | 大曆十四年   | 寶龜十年          | 大興四十二年   | 高洋弼  | 唐代宗   | 光仁     | 大欽茂 | 續紀   |
| 12   | 786年 | 贞元二年     | 延曆五年          | 大興四十九年   | 李元泰  | 唐德宗   | 桓武     | 大欽茂 | 續紀   |
| 13   | 795年 | 贞元十一年   | 延曆十四年        | 正曆元年       | 呂定琳  | 唐德宗   | 桓武     | 大嵩璘 | 後紀   |
| 14   | 798年 | 贞元十四年   | 延曆十七年        | 正曆四年       | 大昌泰  | 唐德宗   | 桓武     | 大嵩璘 | 後紀   |
| 15   | 809年 | 元和四年     | 大同四年          | 正曆十五年     | 高南容  | 唐宪宗   | 嵯峨     | 大嵩璘 | 後紀   |
| 16   | 810年 | 元和五年     | 大同五年—弘仁元年 | 永德元年       | 高南容  | 唐宪宗   | 嵯峨     | 大元瑜 | 後紀   |
| 17   | 814年 | 元和九年     | 弘仁五年          | 朱雀二年       | 王孝廉  | 唐宪宗   | 嵯峨     | 大言義 | 後紀   |
| 18   | 819年 | 元和十四年   | 弘仁十年          | 建興元年       | 李承英  | 唐宪宗   | 嵯峨     | 大仁秀 | 後紀   |
| 19   | 821年 | 长庆元年     | 弘仁十二年        | 建興三年       | 王文矩  | 唐穆宗   | 嵯峨     | 大仁秀 | 後紀   |
| 20   | 822年 | 长庆二年     | 弘仁十三年        | 建興四年       | 王文矩  | 唐穆宗   | 嵯峨     | 大仁秀 | 後紀   |
| 21   | 823年 | 长庆三年     | 弘仁十四年        | 建興五年       | 貞泰    | 唐穆宗   | 嵯峨     | 大仁秀 | 後紀   |
| 22   | 825年 | 寶曆元年     | 天長二年          | 建興七年       | 高承祖  | 唐敬宗   | 淳和     | 大仁秀 | 後紀   |
| 23   | 828年 | 大和二年     | 天長五年          | 建興十年       | 王文矩  | 唐文宗   | 淳和     | 大仁秀 | 後紀   |
| 24   | 841年 | 会昌元年     | 承和八年          | 咸和十一年     | 賀福延  | 唐武宗   | 仁明     | 大彝震 | 續後紀 |
| 25   | 848年 | 大中二年     | 嘉祥元年          | 咸和十八年     | 王文矩  | 唐宣宗   | 仁明     | 大彝震 | 續後紀 |
| 26   | 859年 | 大中十三年   | 天安三年          | 大虔晃二年     | 烏孝慎  | 唐宣宗   | 文德     | 大虔晃 | 實錄   |
| 27   | 861年 | 咸通二年     | 貞觀三年          | 大虔晃四年     | 李居正  | 唐懿宗   | 清和     | 大虔晃 | 實錄   |
| 28   | 871年 | 咸通十二年   | 貞觀十三年        | 大虔晃十四年   | 楊成規  | 唐懿宗   | 清和     | 大虔晃 | 實錄   |
| 29   | 876年 | 乾符三年     | 貞觀十八年        | 大玄錫五年     | 楊中遠  | 唐僖宗   | 清和     | 大玄錫 | 實錄   |
| 30   | 882年 | 中和二年     | 元慶六年          | 大玄錫十一年   | 裴頲    | 唐僖宗   | 陽成     | 大玄錫 | 實錄   |
| 31   | 892年 | 景福元年     | 寬平四年          | 大玄錫二十一年 | 王龜謀? | 唐昭宗   | 宇多     | 大玄錫 | 紀略   |
| 32   | 894年 | 乾宁元年     | 寬平六年          | 大瑋瑎元年     | 裴頲    | 唐昭宗   | 宇多     | 大瑋瑎 | 紀略   |
| 33   | 908年 | 开平二年     | 延喜八年          | 大諲譔二年     | 裴璆    | 后梁太祖 | 醍醐     | 大諲譔 | 紀略   |
| 34   | 919年 | 贞明五年     | 延喜十九年        | 大諲譔十三年   | 裴璆    | 后梁末帝 | 醍醐     | 大諲譔 | 紀略   |
| 35   | 922年 | 龙德二年     | 延喜二十二年      | 大諲譔十六年   | 不明    | 后梁末帝 | 醍醐     | 大諲譔 | 扶桑   |
| 36   | 929年 | 天成四年     | 延長七年          | 天顯四年       | 裴璆    | 后唐明宗 | 醍醐     | 耶律倍 | 紀略   |

第36回使節實為東丹國使者以渤海使節名義來訪。天顯為辽朝年號。